# Разностное уравнение
Ра́зностное уравне́ние — уравнение, связывающее значение некоторой неизвестной функции в любой точке с её значением в одной или нескольких точках, отстоящих от данной на определённый интервал. Применяется для описания дискретных систем.
Наиболее известный пример — рекуррентное уравнение гамма-функции {\displaystyle \Gamma (z+1)=z\cdot \Gamma (z)}; при этом гамма-функция — не единственное решение этого разностного уравнения, например, функция {\displaystyle \sin {(2\pi z})\cdot \Gamma (z)} также удовлетворяет этому уравнению.
Линейное разностное уравнение может быть записано в форме:
{\displaystyle s(n)=c_{1}s(n-1)+c_{2}s(n-2)+\dots +c_{d}s(n-d)},
где {\displaystyle d} коэффициентов {\displaystyle c_{1},c_{2},\dots ,c_{d}} являются константами. Линейная рекуррентная последовательность — решение наиболее простого типа разностного уравнения.
Разностное уравнение можно представить как дифференциальное уравнение бесконечного порядка, в силу тождества:
{\displaystyle F(z+a)=\exp \left(a\,{\frac {d}{dz}}\right)F(z)=\sum _{n=0}^{\infty }{\frac {a^{n}\,F^{(n)}}{n!}}=F(z)+a\,F'(z)+{\frac {a^{2}\,F''(z)}{2}}\dots }